# Flegonte de Maratona
Flegonte de Maratona (em grego:  Φλέγων - "em chamas") é um dos Setenta Discípulos. Ele foi um bispo da cidade de Maratona, na Trácia, e é citado no Novo Testamento em «Saudai a Asíncrito, a Flegonte, a Hermes, a Pátrobas, a Hermas e aos irmãos que estão com eles.» (Romanos 16:14). 

## Fonte
Assim como diversos outros santos, Flegonte teve sua vida contada no livro Prólogo de Ohrid, de São Nikolai Velimirovic.